# Hugo Sigman
Pour les articles homonymes, voir Sigman.
 (octobre 2014).
Si vous disposez d'ouvrages ou d'articles de référence ou si vous connaissez des sites web de qualité traitant du thème abordé ici, merci de compléter l'article en donnant les références utiles à sa vérifiabilité et en les liant à la section « Notes et références ».
Hugo Sigman, né à Buenos Aires en 1944, est le fondateur, directeur général et, conjointement avec son épouse la biochimiste Silvia Gold, seul actionnaire du Grupo Insud (en), pool d’entreprises spécialisées dans l’industrie pharmaceutique, la sylviculture, le domaine de la culture, de l’environnement et du design. 

## Biographie
Hugo Sigman est né à Buenos Aires (Argentine) en 1944. Son éducation, primaire et secondaire, s’est passée dans des établissements publics.
En 1969, il a fini ses études en médecine à l’Université de Buenos Aires et, la même année, a aussi fini ses études en psychologie sociale à l’École dirigée par Enrique Pichon Rivière.
Il a commencé en 1970 l’internat au Service de Psychiatrie de la Polyclinique Lanús, dirigé par le professeur Mauricio Goldenberg. À cet hôpital, il a continué sa carrière en qualité de Chef des internes et après, a créé et dirigé le Service d’urgences psychiatriques. En 1976, il s’est installé en Espagne, où il a travaillé au Service de Psychiatrie de l’Hôpital Clinique de Barcelona. C’est à ce moment-là, grâce à la stimulation de son beau-père Roberto Gold, qu’il commence à parcourir le chemin des affaires et à s’impliquer dans l’industrie pharmaceutique. 
En 1978, il fonde avec son épouse Silvia Gold, l’entreprise Chemo, spécialisée dans l’industrie chimique-pharmaceutique, le premier composant de ce qui deviendrait le Grupo Insud. Sa cible était la mise en œuvre d’une entreprise qui produisait des médicaments de haute qualité à des prix raisonnables. En 1980, le couple retournent en Argentine pour continuer le parcours qu’ils ont commencé en Europe.

## Carrière

### Grupo Insud
Actuellement[Quand ?], il y a trois entreprises du Grupo Insud consacrées aux sciences de la vie :
- Chemo, spécialisée dans la vente de matières premières et de produits finis à plus de 1 200 laboratoires autour du monde, avec quinze sites de production et neuf centres de R&D;
- Exeltis, qui commercialise des produits de sa propre marque en plus de quarante pays et,
- Mabxience, entreprise de biotechnologie crée en 2008, avec trois sites de production, dont pharmADN, le premier site de production d’anticorps monoclonaux d’Amérique Latine, et Sinergium Biotech, le premier site de production de vaccins et biotechnologies en Argentine.

Chemo a signé un accord avec l'organisation mondiale de la santé et l'Université d'Utrecht visant à produire l’anticorps monoclonal Palivizumab et à faciliter sa distribution aux 250 000 enfants prématurés qui meurent annuellement dans tout le monde, notamment car ils n’arrivent pas à être traités dû au coût des médicaments.
En 2011, avec la coopération d’autres entreprises argentines renommées, Hugo Sigman fonde la Chambre Argentine de Biotechnologie (CAB), qu'il préside actuellement[Quand ?]. Le but de la CAB est de fortifier la politique de collaboration publique-privée dans le domaine de la biotechnologie et d’impulser son développement dans la région. En Argentine, en matière d’activité vétérinaire, elle est associée de Biogénesis-Bagó, dont le site de production du vaccin anti-aphteuse est l’un des plus importants du monde et le seul agréé par le gouvernement de la Chine pour mettre en place un site de production dans ce pays, qui sera inauguré prochainement[Quand ?].
Depuis 20 ans, Hugo et Silvia Sigman sont à la tête du Consortium Public-Privé de Recherche et Développement de Thérapies Oncologiques Innovantes, qui a développé le premier vaccin thérapeutique contre le cancer du poumon, Racotumomab (Vaxira) présenté en 2013; actuellement[Quand ?], il y a cinq nouveaux produits en cours de recherche.
Dans ce contexte, il appuie fortement les alliances publiques-privées, qu’il considère[Qui ?] comme un paradigme positif qu’il faut promouvoir avec éthique et transparence. À son avis[Qui ?], les centres publics de recherche doivent retourner à la société une partie de leurs connaissances et développements et le secteur privé doit reconnaître cet apport, en le rémunérant proprement. Inspiré sur ce modèle, il[Qui ?] a réussi à obtenir des alliances avec des prestigieuses institutions, comme l’Université de Buenos Aires,  l’Université Nationale de Quilmes, l'Université nationale de San Martín, les hôpitaux Roffo et Garrahan, l’Académie Nationale de Médecine et plusieurs universités à l’Étranger.
Les consortiums soutenus par le Grupo comptent 250 chercheurs environ, qui réalisent des tâches de science basique et appliquée, dont 100 sont affectés au développement de produits pour le traitement du cancer.

### Affaires agricoles
Son esprit d’entrepreneur et son intérêt pour la biologie ont mené Hugo Sigman à traverser les frontières de l'industrie pharmaceutique. En 1998, il a commencé à développer des activités forestières, agricoles et d’élevage dans différentes zones de l’Argentine, en mettant l’accent sur l’amélioration génétique et la production durable, par le biais d’entreprises comme Garruchos, spécialisée dans l'activité agricole et d’élevage, Pomera, listée comme l’entreprise forestière de capitaux nationaux la plus importante et Los Murmullos, consacrée à la génétique bovine.
En plus, il est actionnaire de Bioceres, une entreprise argentine de biotechnologie spécialisée dans la production agricole. Cette jeune entreprise a développé un gène qui permet de créer des plantes de blé, maïs et soja résistantes à la sécheresse et à la salinité des sols, et qui a registré les brevets de ses produits aux États-Unis, en France  et en Inde.

### Communication et art
Hugo Sigman pousse le débat à travers l’Éditorial Capital Intelectual, qui publie ses titres en Espagne sous le nom Clave Intelectual, l’édition Cône Sud du Monde Diplomatique et la version latino-américaine du The New York Review of Books.
En 2005, Hugo Sigman s’est associé avec Oscar Kramer et ils ont créé ensemble la maison de production Kramer & Sigman Films (K&S). Il est actuellement un producteur à succès[réf. nécessaire], dont les films les plus distingués sont Kamchatka, El perro, Ultimo Elvis, Jours de pêche en Patagonie, Séptimo et Relatos Salvajes (Les Nouveaux Sauvages), parmi d’autres.
Passionné de l’art et de la culture, Hugo Sigman a été, entre 2010 y 2013, membre du Conseil du Musée National de Beaux-arts et actuellement[Quand ?], il est membre du Patronat du Musée Reina Sofía, à Madrid. Le siège du Grupo Insud à Buenos Aires (ancien Palais Díaz Vélez), construit à 1907 et restauré récemment, a gagné des prix divers d’architecture et a été déclaré patrimoine protégé par la Ville de Buenos Aires.            

### Engagement social: Fondation Mundo Sano
Hugo et Silvia Sigman ont toujours exprimé un fort engagement afin de retourner à la société une partie de ce qu’ils ont reçu. Cette vocation sociale se reflète sur le travail qu’ils réalisent à travers la Fondation Mundo Sano en Argentine, en Espagne et en Éthiopie, visant à transformer la réalité des populations touchées par des maladies négligées comme la maladie de Chagas, la dengue et la parasitose ,.

## Reconnaissances et participations internationales
Hugo Sigman a reçu en 2015 le prix « Entrepreneur de l’Année », octroyé par le cabinet EY (Ernst & Young) en Argentine.
En 2013, la Fondation Endeavor l'a distingué comme un « Entrepreneur Modèle », en vertu de ses valeurs et de sa trajectoire,.   
En 2008, il reçoit le prix Konex dans la catégorie « Entrepreneurs Innovants ». En 2011, il a obtenu avec Silvia Gold la reconnaissance de l’Association de Dirigeants d’Entreprise (ADE) dans la catégorie « Agro-industrie ».
En août 2013, il a présenté les réussites du Consortium de Recherche, Développement et Innovation en Experiencia Endeavor[incompréhensible], ainsi qu’au XIe Symposium sur le SIDA et la Fondation Huésped, qui a eu lieu en 2012.
En avril 2012, il a disserté[Quoi ?] au Qatar, dans le Fore d’Investissement Global organisé par les Nations Unies . Son exposition a porté sur le modèle d’investissement productive en consonance avec la dernière technologie, qui s’appuie sur les alliances avec d’autres compagnies pharmaceutiques et des institutions publiques.
En septembre 2011, Sigman a été invité à faire un exposé à Genève, Suisse, par devant la Conférence des Nations unies sur le Commerce et le Développement concernant les vaccins et les produits biotechnologiques qui sont fabriqués en Argentine. Dans son exposé, il a signalé que « le modèle d’intégration de Sinergium Biotech pour la production des vaccins et des produits biopharmaceutiques implique le transfert de technologie, avec un potentiel d’exportation et la création de 320 postes de travail ». Il a aussi exposé sur les entrepreneurs globaux dans le 47e Colloque d’IDEA . 
En 2009, il a participé de la XVe Conférence de l’Union Industrielle Argentine et a été invité comme conférencier en représentation de l’Argentine par l’Université Harvard et l’Université Columbia.